# Villiers-le-Sec (Calvados)
Villiers-le-Sec település Franciaországban, Calvados megyében. Lakosainak száma 303 fő (2018. január 1.). Villiers-le-Sec Bazenville, Crépon, Creully, Le Manoir és Saint-Gabriel-Brécy községekkel határos.

## Népesség
A település népessége az elmúlt években az alábbi módon változott:
| Lakosok száma | 401  | 295  | 356  | 338  | 300  | 299  | 305  | 304  | 303  | 303  |
|               | 1968 | 1975 | 1982 | 1990 | 1999 | 2011 | 2013 | 2015 | 2017 | 2018 |